# Izomerie structurală
Izomerie structurală sau izomeria de constituție (per IUPAC) este un tip de izomerie în care substanțele cu aceeași formulă moleculară prezintă moduri diferite de legare și de organizare moleculară, spre deosebire de stereoizomerie (în care diferă doar aranjamentul spațial). Există mai multe tipuri de izomeri de constituție.

## Izomeria de catenă
În izomeria de catenă, diferențele dintre izomeri provin din rearanjarea catenei, astfel că au loc schimbări ale ramificației acesteia. De exemplu, pentanul are trei izomeri de catenă: n-pentan (de obicei denumit simplu pentan), izopentan (2-metilbutan) și neopentan (dimetilpropan).
|          |           |           |
| n-pentan | Izopentan | Neopentan |

## Izomeria de poziție
În izomeria de poziție, diferențele dintre izomeri provin din faptul că o grupă funcțională sau un alt substituent de pe catena compusului își schimbă poziția. De exemplu, mai jos sunt ilustrați izomerii de poziție ai n-pentanolului, și se observă modul în care grupa hidroxil din cei trei alcooli ocupă trei poziții diferite pe catena n-pentanului:
|             |             |             |
| Pentan-1-ol | Pentan-2-ol | Pentan-3-ol |

## Izomeria de funcțiune
alcool-> eter (R-O-R)

alcool nesaturat-> eter nesaturat
Ex. 
CH3-CH2-OH -> CH3-O-CH3 (dimetil eter)

alcool nesaturat  ->aldehide, cetone
Ex.
CH2=CH-CH2-OH -> CH2=CH-O-CH3 (metil vinil eter)